# Russell Latapy
Russell Nigel Latapy (Port of Spain, 1968. augusztus 2. –) Trinidad és Tobagó-i válogatott labdarúgó.

## Pályafutása

### Klubcsapatokban
Középpályásként különböző klubokban szerepeltTrinidad és Tobagoban, Jamaicában. 1990 és 2011 között Európában is játszott Portugáliában és Skóciában.

### A válogatottban
Első nemzetközi mérkőzése 1998. október 30-án volt Honduras ellen. A 2006-os világbajnokságon egy találkozón szerepelt. Összesen 81 nemzetközi mérkőzésen képviselte hazáját, ahol 29 gólt szerzett.

### Edzőként
2009 és 2011 között Trinidad és Tobago edzője volt.

## Fordítás
- Ez a szócikk részben vagy egészben  a   Russell Latapy című angol Wikipédia-szócikk fordításán alapul.  Az eredeti cikk szerkesztőit annak laptörténete sorolja fel. Ez a jelzés csupán a megfogalmazás eredetét és a szerzői jogokat jelzi, nem szolgál a cikkben szereplő információk forrásmegjelöléseként.